# Jegenyei József
Jegenyei József (Kolozsvár, 1691. január 25. – Kecskemét, 1762. január 31.) piarista áldozópap.

## Élete
Apja, Jegenyei Mihály az unitariusok püspöke volt (anyja Csomortányi Erzsébet). 1709-ben elhagyván atyja vallását, Gyulafejérvárt római katolikussá lett. Szlopnyai Elek debreceni igazgató szárnyai alá menekült, ki tanulás végett Nyitrára küldte, hol a piaristák közé állott. De nem végzé be az ujonc évet, már is elküldték. Erre Bécsbe vonult és a hittant megtanulván a győrmegyei papság közé lépett. 1726. július 26-án Nagyszombatban miséspappá szentelték föl. Itt kilenc évet töltött mint hitszónok; midőn azonban Groll Adolf kegyesrendű főkormányzó győri megyés püspökké kinevezték, tőle a megyéből való elbocsáttatást kérte és meg is nyerte. 
1735-ben másodszor lépett a piaristák közé. 1736-ban hitszónoknak rendelték Debrecenbe, 1740-ben Nagykárolyba. Mindkét helyen a nem katolikusok által is becsültetett. 1742-től 1743-ig Vácon volt hitszónok és hitoktató; 1744-ben Nyitrán hitoktató; 1745-től 1747-ig Kecskeméten vicerector és hitszónok; 1748-tól 1751-ig Veszprémben hitszónok a plébániatemplomban. (Egy alkalommal a veszprémi főegyházban Biró Márton püspök előtt beszédet tartott; ennek végeztével rosszul lett és féloldali szélütés érte; ezután folytonosan betegeskedett.) 
1752-től 1754-ig Kecskeméten, 1755-től 1758-ig Szegeden és 1759-től 1762-ig ismét Kecskeméten tartózkodott, ahol 1762. január 31-én meghalt.

## Munkája
- Supr custodiam meam stabo. & figam gradum super munitionem. Habacuc 2. v. 1. Az én vigyázó helyemen állok, és megállapodom az erősségen ... Ama kivált emlékezettel nevezendő méltóságnak mélt. Zajezdai Patachich Gábor Herman kalocsai érsek ... életének 47., Szeremség tartományának, Szirmiai püspökségének hat, kalocsai érsekségének majdan 12 esztendő elfolyása alatt, maga álhatatos vigyázó helyén tartó rés őrállása. És a mennyei hegyek erősségén nyert, örökös megállapodása. Mely méltóságnak ily tartós vigyázó helyéről, az egek erősségén épült megállapodására által költözése alatt, nyert rövid időben ... élő nyelvvel kezdé elé hozakodni Pater József. Nagyszombat, 1746